# Tirent-Pontéjac
Tirent-Pontéjac é uma comuna francesa na região administrativa de Occitânia, no departamento de Gers. Estende-se por uma área de 7,55 km². Em 2010 a comuna tinha 91 habitantes (densidade: 12,1 hab./km²).